# HAT-P-23
HAT-P-23は、いるか座の方角におよそ1,200光年の距離にある恒星である。周囲に1つの太陽系外惑星が発見されている。

## 特徴
| 太陽 | HAT-P-23  |
| ---- | --------- |
| 太陽 | Exoplanet |

HAT-P-23は、黄色い主系列星で、太陽と似ている。スペクトル型はG0に分類され、太陽よりはやや高温である。年齢はおよそ40億年と推定されている。

## 惑星系

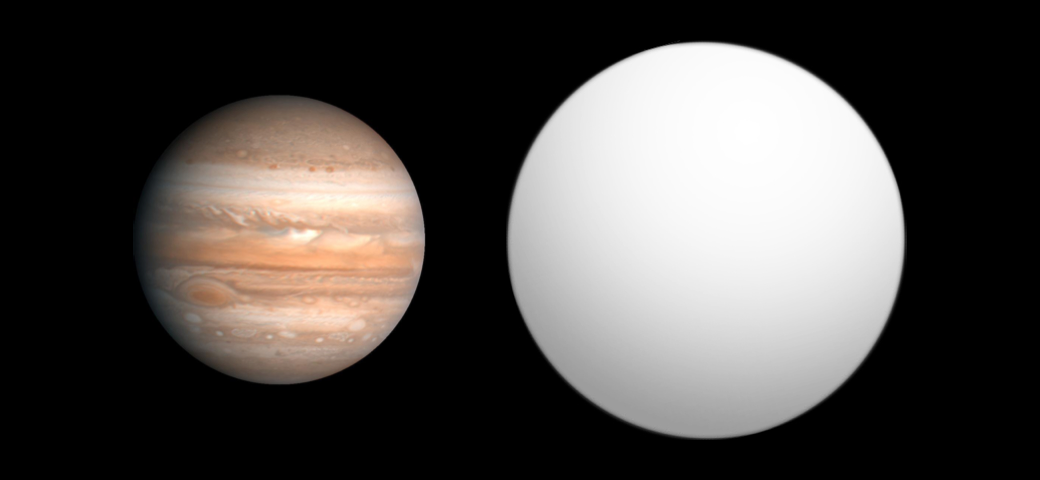
HAT-P-23bと木星の大きさ比較

2010年、HATネットの系外惑星捜索グループが、トランジット法による観測から、この恒星の周りに1つの惑星が存在すると発表した。この惑星HAT-P-23bは、巨大ガス惑星で、大きさは木星と同程度だが、4太陽半径程度の軌道を1.2日周期で公転している。母星にとても近いため、惑星表面の平衡温度は、2,000Kにもなるとみられる。
| 名称 （恒星に近い順） | 質量           | 軌道長半径 （天文単位） | 公転周期 (日) | 軌道離心率  | 軌道傾斜角  | 半径           |
| --------------------- | -------------- | ----------------------- | ------------- | ----------- | ----------- | -------------- |
| b (Jebus)             | 1.34 ± 0.59 MJ | 0.0186                  | 1.21288       | 0.11 ± 0.04 | 85.1 ± 1.5° | 1.09 ± 0.23 RJ |

## 名称
2019年、世界中の全ての国または地域に1つの系外惑星系を命名する機会を提供する「IAU100 Name ExoWorldsプロジェクト」において、HAT-P-23とHAT-P-23bはパレスチナ国に割り当てられる系外惑星系となった。このプロジェクトは、「国際天文学連合100周年事業」の一環として計画されたイベントの1つで、パレスチナ国内での選考、国際天文学連合 (IAU) への提案を経て、太陽系外惑星とその母星に固有名が承認されるものであった。2019年12月17日、IAUから最終結果が公表され、HAT-P-23はMoriah、HAT-P-23bはJebusと命名された。Moriahは、聖書に登場する地名モリヤで、エルサレム旧市街の神殿の丘と同一視されることもある。Jebusは、エルサレムの古名とされ、紀元前2千年紀にカナンのエブス人が居住していた頃の名称である。